# Gęsiówka uszkowata
Gęsiówka uszkowata (Arabis auriculata Lam.) – gatunek rośliny z rodziny kapustowatych. Występuje głównie w południowej Europie i południowo-zachodniej Azji. W Polsce bardzo rzadki, występuje wyłącznie w okolicach Buska.

## Morfologia

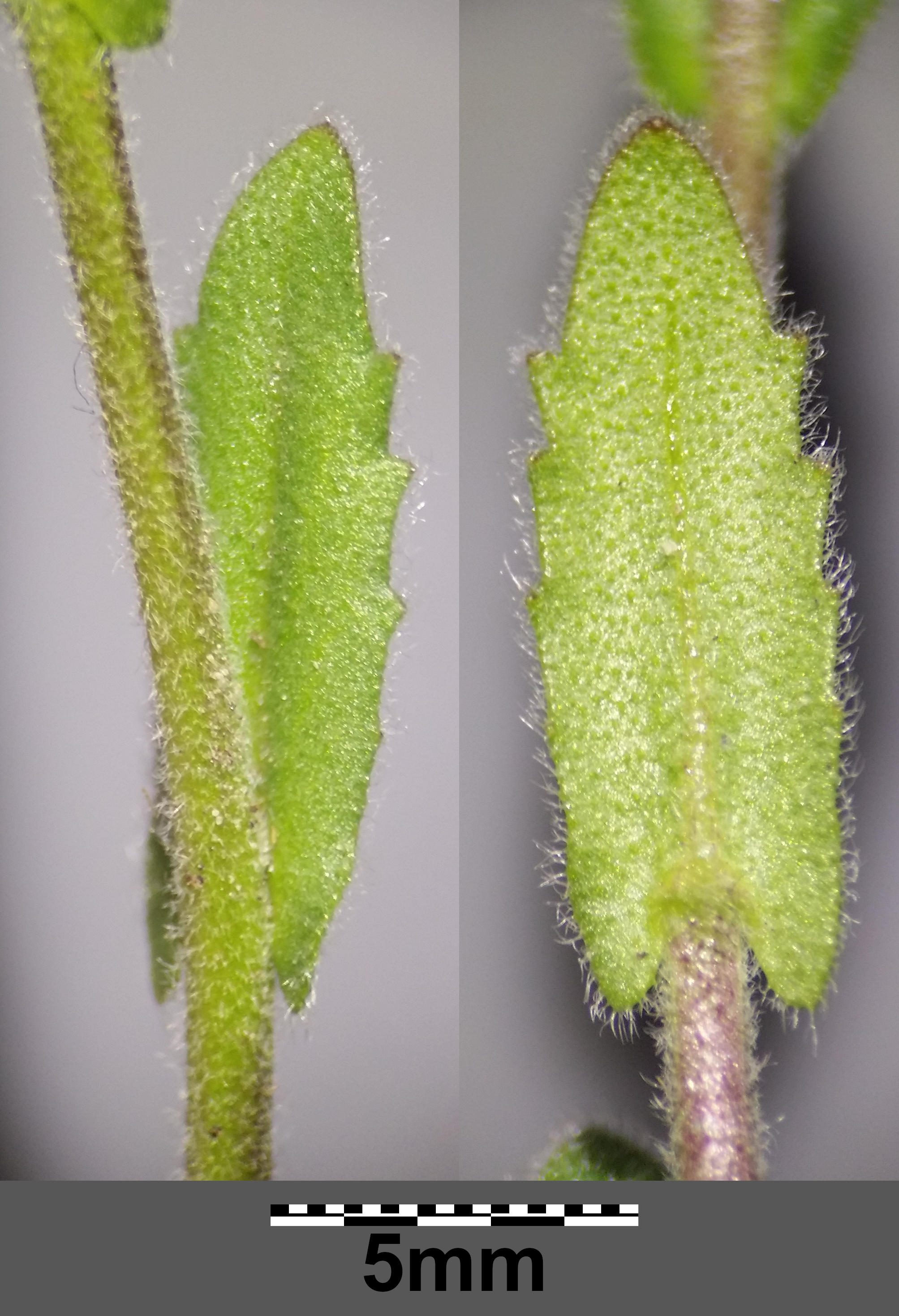
Liście łodygowe z uszkowatą nasadą

ŁodygaWzniesiona o wysokości (5)10–30(40) cm. Jest gęsto ulistniona.
LiścieLiście odziomkowe tworzą różyczkę, łodygowe wyrastają skrętoległe. Liście siedzące, jajowate lub podługowate, drobno ząbkowate. Nasady liści obejmują łodygę uszkowatą nasadą.
KwiatyBiałe.
OwocŁuszczyny odstające od osi kwiatostanu i oddalone od siebie, o klapach z wyraźnymi nerwami bocznymi. Nasiona nieoskrzydlone.

## Biologia i ekologia
Roślina jednoroczna. Występuje w murawach kserotermicznych. Kwitnie w kwietniu i maju. W klasyfikacji zbiorowisk roślinnych gatunek charakterystyczny dla All. Festuco-Stipion.

## Zagrożenia
Kategorie zagrożenia gatunku:
- Kategoria zagrożenia w Polsce według Czerwonej listy roślin i grzybów Polski (2006)[5]: EX (wymarły); 2016: EN (zagrożony)[6].
- Kategoria zagrożenia w Polsce według Polskiej czerwonej księgi roślin (2001): CR (krytycznie zagrożony); 2014: EN (zagrożony)[7].

Występuje m.in. w rezerwacie przyrody Skorocice.